# Wine Dierickx
Wine Dierickx (Sint-Niklaas, 1978) is een Vlaamse actrice.
Zij studeerde in 2001 af aan de Toneelacademie Maastricht en maakt deel uit van de acteursgroep Wunderbaum. Met Wunderbaum maakte zij onder meer Bulk, Daar gaan we weer, Live ( online gaat het mis), John en Gena, Helpdesk, Eindhoven de gekste, Lost Chord Radio, Rollende Road Show, Magna Plaza, Kamp Jezus, Natives, Rail Gourmet, Helpdesk, Privacy (coproductie met Warme winkel), Superleuk maar voortaan zonder mij. Voor haar rol in Helpdesk ontving zij in 2016 de Theo d'Or ( prijs voor beste vrouwelijke hoofdrol) . Van 2018- 2022 was Dierickx mede artistiek leider van Theaterhaus Jena.( DE) 
Ook was Wine enkele jaren verbonden aan NtGent o.l.v. Johan Simons. Ze speelde o.a in Maeterlinck (regie: Christoph Marthaler), Platform en Tien geboden (regie: Johan Simons). Daarnaast speelde ze in Yerma vraagt een toefeling en Colette in de regie van Marijke Pinoy, in Apenverdriet van Arne Sierens en in Nora van tg STAN. Voor haar rol in Tien geboden kreeg Wine in 2009 de Colombina (prijs beste vrouwelijke bijrol).
Ze speelde in verschillende Vlaamse en Nederlandse speelfilms. O.a zwarte Kelly in dagen zonder lief van Felix van Groeningen, Barbara in smoorverliefd van Hilde Van Mieghem, Maria in Het varken van Madonna van Frank Van Passel, Sarah in Plan Bart van Roel Mondelaers), Marie in kom hier dat ik u kus, de boekverfilming (Griet Op de Beeck) van regisseurs Sabine Lubbe Bakker en Niels Van Koevorden. Voor de rol van Marie werd ze genomineerd voor een gouden kalf voor de beste bijrol.

## Filmografie

### Films
- 2020: Kom hier dat ik u kus
- 2019: Dreamlife
- 2019: The Best of Dorien B.
- 2017: Meester Kikker
- 2014: Plan Bart
- 2013: Wolfsmelk (korte film)
- 2011: Dura Lex (korte film)
- 2011: Het varken van Madonna
- 2010: Smoorverliefd
- 2008: Loft
- 2008: Nowhere Man
- 2007: Dagen zonder lief
- 2007: Blind
- 2006: Maybe Sweden
- 2005: De twijfelaar
- 2004: Steve + Sky
- 2004: Au Cigonge!
- 2003: Any Way the Wind Blows

### Televisie
- 2023: Interview met de Geschiedenis
- 2018: De Dag
- 2015: Vermist
- 2013: Connie & Clyde
- 2012: Code 37
- 2010: Anneliezen
- 2005: Enneagram
- 2004: Witse
- 2002: Recht op recht

Prijzen
2016: Theo d'Or: beste vrouwelijke hoofdrol ( voor haar rol in " Helpdesk"  van Wunderbaum ) 
2009: Colombina: beste vrouwelijke bijrol ( voor haar rol in " de tien geboden"  van Johan Simons) 
2021: Nominatie gouden kalf beste bijrol ( voor haar rol in " Kom hier dat ik u kus" van Sabine Lubbe Bakker en Niels van koevorden